# Образ пошехонцев в литературе
Учёные расходятся во мнении, является ли образ пошехонцев в литературе как невесёлых и неумелых мужиков и баб фольклорным или привнесённым в фольклор несколькими профессиональными литераторами XIX и XX веков. Согласно поговоркам, они и «в трёх соснах заблудились», и «на сосну лазили Москву смотреть».
Собирательный образ жителей Пошехонья нередок в русской литературе, Пошехонье при этом представлено в виде сказочной деревни, где всё идёт «не так». Е. О. Бердяева выделяет творчество В. С. Березайского («Анекдоты древних пошехонцев»), И. П. Сахарова («Сказания русского народа»), М. Е. Салтыкова-Щедрина («Пошехонские рассказы»).
Ю. И. Смирнов считает, что пошехонцы оказались «провязанными» в анекдоты о неумных людях усилиями нескольких литераторов, начиная с Березайского и кончая Н. П. Андреевым в 1929 году. С его точки зрения фольклористы ошибаются, изучая сказки о пошехонцах как истинно народное творчество.
М. М. Шахнович сообщает, что поговорки о пошехонцах появились до Березайского, в рукописных сборниках XVIII века, но широкое распространение получили в XIX веке через лубочные картинки. В. В. Чуйко связывает представления о пошехонцах, как чудаках, с особенностями тамошних помещиков: пошехонские земли раздавались поддержавшим Елизавету Петровну в её борьбе за престол, «не только генералам…, но и
простым солдатам», из-за чего пошехонские помещики прославились «своими нравами и вкусами, своими анекдотами».
Цикл пошехонских анекдотов развивался вплоть до начала XX века, в него включалось всё больше сюжетов, которых не было в исходных сборниках Березайского, например, «Анекдоты, или, Похождения старых пошехонцев» Короткова 1873 года, анонимный сборник «Пошехонцы, или, Весёлые рассказы об их медном лбе и замысловатом разуме» 1912 года.
Изменения наступили после революции, когда в школьную программу и в рекомендуемый круг чтения были включены произведения Салтыкова-Щедрина, в том числе его роман «Пошехонская старина», написанный в 1888 году. Само название было выбрано полемично к сборникам Березайского, так как в романе под этим именем сатирик выводит невежественных, ограниченных и жестоких людей, особенно помещиков-крепостников. Однако эта полемичность читателями второй половины XX века уже не воспринималась, так как сам Березайский и его связь с историями «про пошехонцев» были прочно забыты. В это же время возникает смысловой конфликт между пошехонцем — весёлым придурковатым недотёпой, и героями Пошехонья у Салтыкова-Щедрина, где безо всякого юмора обличались пороки крепостной «старины». Развитие конфликта можно проследить по словарным определениям слова «пошехонец» в разное время.

ПОШЕХОНЕЦ, пошехонца, м. (публиц.). Тупой, беспросветно-отсталый, захолустный обыватель, совершающий анекдотические глупости. (По произведению Салтыкова-Щедрина «Пошехонская старина», от названия города Пошехонье.)— Ушаков Д. Н. (1938). пошехонец. Большой толковый словарь современного русского языка. Vol. 2. М.{{cite encyclopedia}}:  Википедия:Обслуживание CS1 (url-status) (ссылка) Википедия:Обслуживание CS1 (отсутствует издатель) (ссылка)
Как мы видим, к концу 30-х гг. XX века значение «совершающий анекдотические глупости» ещё сохраняется, но забытый Березайский уже скрыт за Салтыковым-Щедриным. Это создаёт логическое противоречие, так как у Салтыкова-Щедрина в «Пошехонской старине» никаких анекдотов нет. Это противоречие окончательно исправлено в языке к концу XX века:

ПОШЕХОНЕЦ, м. Тупой, беспросветно-отсталый обыватель.— Ефремова Т. Ф. (2000). пошехонец. Новый словарь русского языка. М.{{cite encyclopedia}}:  Википедия:Обслуживание CS1 (отсутствует издатель) (ссылка)
Оттенок юмористичности и анекдотичности был окончательно утрачен. Для поколения конца 60-х гг. XX века Пошехонье если с чем и ассоциируется, то с сыром «Пошехонский», который как раз в это время начал поступать на прилавки советских магазинов.
В фольклоре пошехонцы оказались вытеснены чукчами.